# Andrés Bernáldez

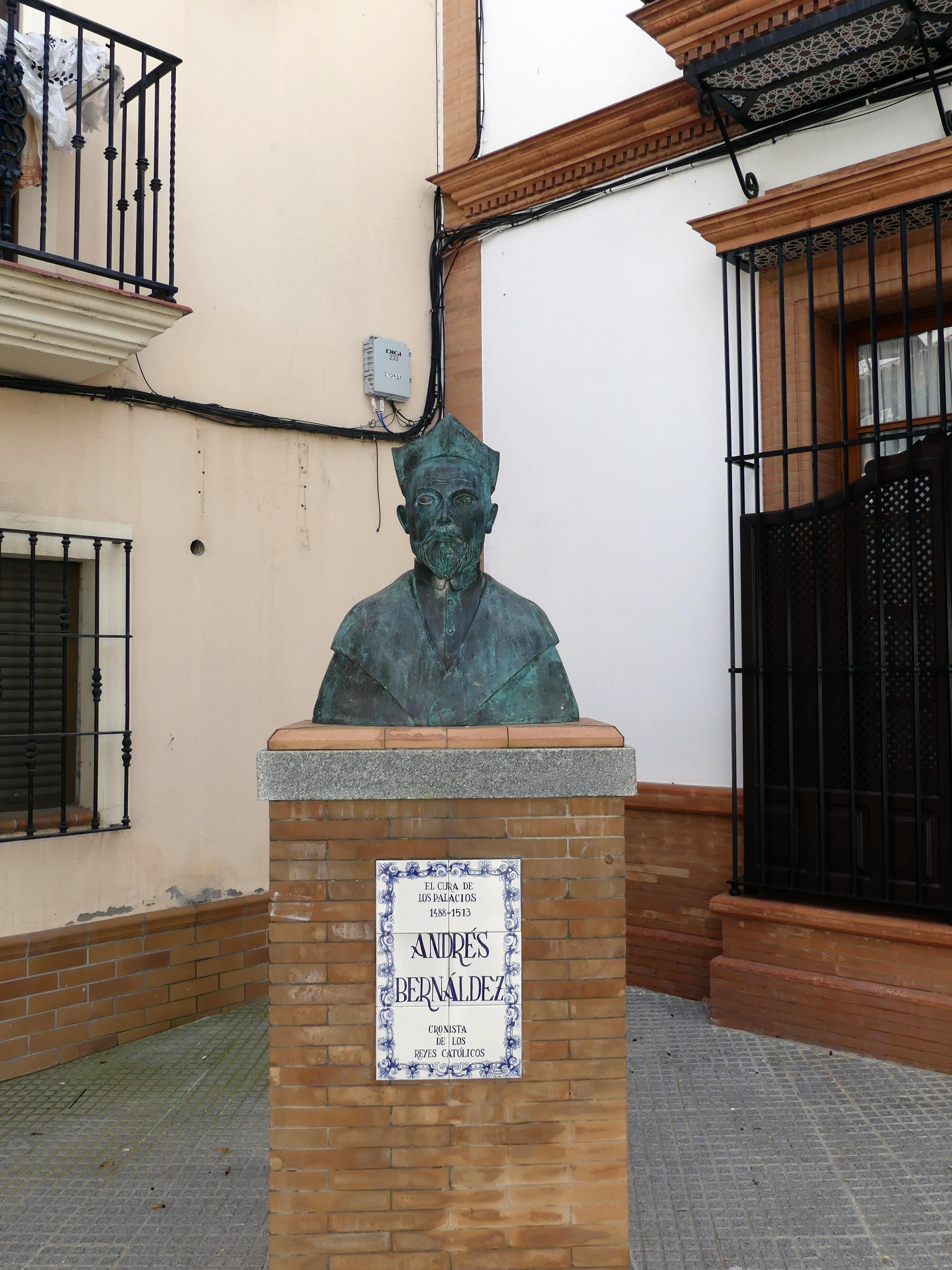
Monumento a Andrés Bernáldez en Los Palacios y Villafranca.

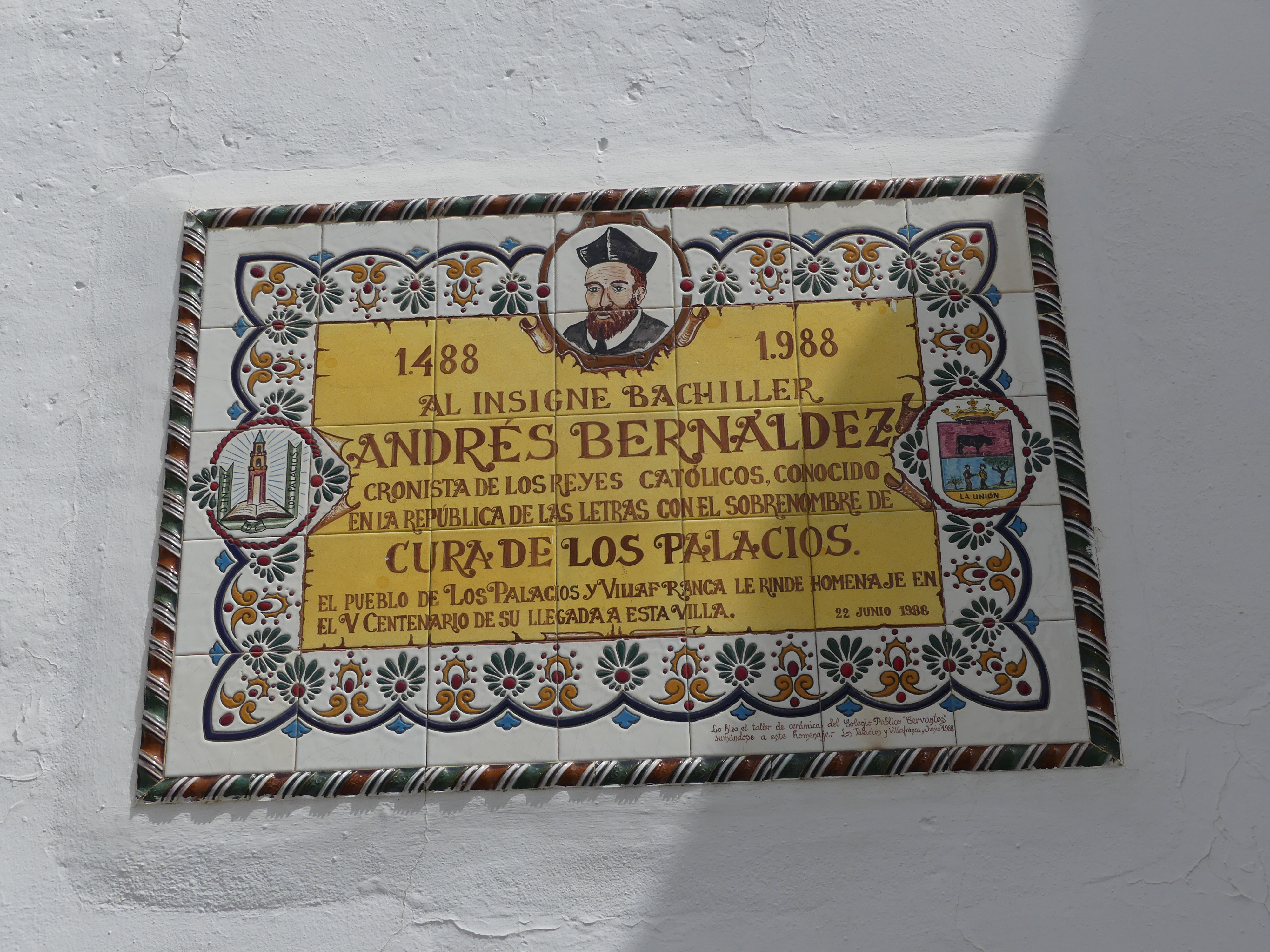
Azulejo dedicado a Andrés Bernáldez en el exterior de la Iglesia de Santa María la Mayor de Los Palacios y Villafranca.

Andrés Bernal o Andrés Bernáldez (Fuentes de León, Badajoz, hacia 1450 - Los Palacios y Villafranca, 1513), conocido como el cura de los Palacios, fue un eclesiástico e historiador español. Fue capellán de Diego de Deza, arzobispo de Sevilla.
En su Historia de los Reyes Católicos don Fernando y doña Isabel recoge aspectos importantes de la Castilla de finales del siglo XV: la Guerra de Granada, la expulsión de los judíos y las vicisitudes de Cristóbal Colón (del que recoge haber sido amigo personal, haberle alojado varias veces en su casa de Los Palacios y Villafranca, y trabajar sobre testimonios y documentos proporcionados por él mismo de primera mano; siendo una de las fuentes que más claramente recoge su origen genovés.
Sus restos se creen enterrados en la Parroquia Mayor de Santa María la Blanca de la sevillana localidad de Los Palacios y Villafranca, donde ejerció su cargo parroquial. En esta Parroquia son sus libros parroquiales los más antiguos que se conservan.
Dejó escrito sobre los conversos:

"E comúnmente por la mayor parte eran gente logrera e de muchas artes e engaños, porque todos vivían de oficios holgados, e en comprar e vender no tenían conciencia para con los cristianos. Nunca quisieron tomar oficios de arar ni cavar, ni andar por los campos criando ganados, ni lo enseñavan a sus fijos; salvo oficios de poblado, e de estar asentados ganando de comer con poco trabajo".